# Vojsak
Vojsak falu Horvátországban Krapina-Zagorje megyében. Közigazgatásilag Pregradához tartozik.

## Fekvése
Krapinától 8 km-re északnyugatra, községközpontjától 3 km-re északkeletre a Horvát Zagorje északnyugati részén fekszik.

## Története
A településnek 1857-ben 154, 1910-ben 251 lakosa volt. Trianonig Varasd vármegye Pregradai járásához tartozott. A településnek 2001-ben 161 lakosa volt.

## Külső hivatkozások
- Pregrada hivatalos oldala
- A város információs portálja